# Divisió de Makran
La divisió de Makran fou una entitat administrativa del Pakistan, formada l'1 de juliol de 1977 amb capital a la ciutat de Gwadar, i integrada per tres districtes: Kech o Turbat, Panjgur i Gwadar. Fins aleshores havia estat el districte de Makran. El 2000 la reforma constitucional va abolir les divisions al Pakistan com a entitats administratives.